# Hermann-Josef-Brunnen

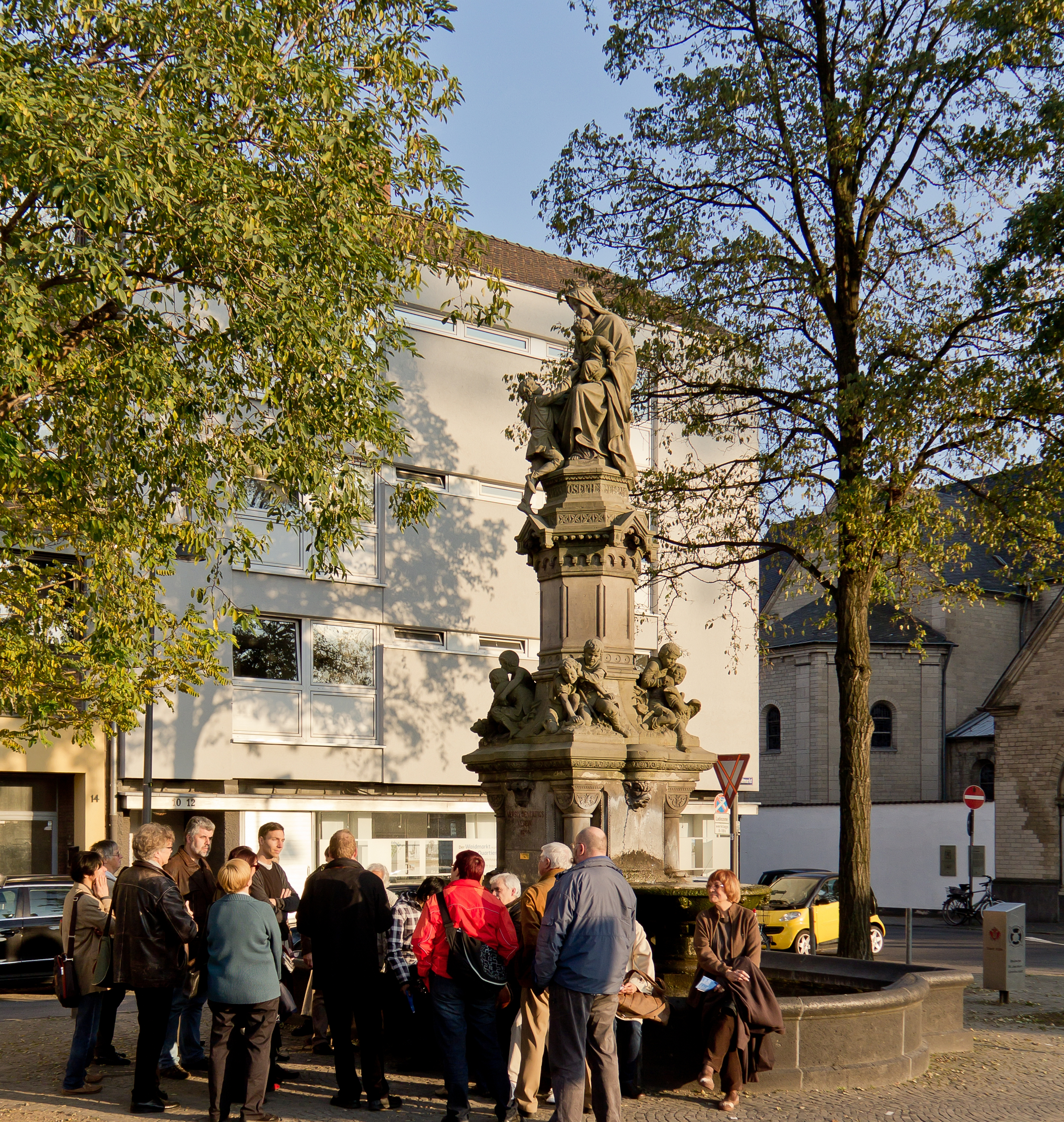
Hermann-Josef-Brunnen, 2011

Der Hermann-Josef-Brunnen (auch Hermann-Joseph-Brunnen) ist ein ursprünglich als Laufbrunnen angelegter skulpturaler Brunnen am Waidmarkt im Kölner Stadtteil Altstadt-Süd. Er wurde 1894 vom Kölner Verschönerungsverein gestiftet und durch den Bildhauer Wilhelm Albermann gestaltet und umgesetzt. Die Skulpturen stellen Szenen aus dem Leben und der Legende des so genannten „Apfelheiligen“ Hermann Joseph von Steinfeld dar. Der Brunnen ist seit dem 1. Juli 1980 unter der Nummer 164 in der Denkmalliste der Stadt Köln eingetragen.

## Entstehungsgeschichte

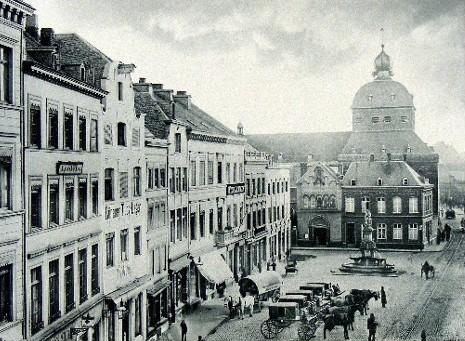
Ansicht des Waidmarkts von Norden mit dem neuen Brunnen, 1895. Im Hintergrund St. Georg mit vorgelagerter Kaplanei und Nordvorhalle. Rechts verläuft die Pferdebahn.

Der Brunnen war nach dem Jan-van-Werth-Brunnen am Alter Markt der zweite Brunnen, den der Kölner Verschönerungsverein der Stadt stiftete. Der Bürgerverein hatte sich die Neugestaltung der Kölner Plätze und die Verbesserung des Stadtbildes zum Ziel gesetzt. 1889 schrieb man die Gestaltung eines „monumentalen Laufbrunnens“ aus, der auf dem Waidmarkt einen „Point de vue“, also einen Blickfang zum Platzeingang bilden sollte. Vorgegeben waren Budget (15.000 Mark), Material (heimischer, wetterfester Sandstein und Basaltlava) sowie eine Auswahl an vorzugsweise darzustellenden Figuren, nämlich Thomas von Aquin, Albertus Magnus oder den – damals erst als Seligen verehrten – Hermann Joseph.
Die Jury setzte sich aus Arthur Pabst, Direktor des Kunstgewerbemuseums, dem Stadtbaurat Josef Stübben, dem Bankier Eduard von Oppenheim sowie Architekt und Baurat Hermann Otto Pflaume zusammen. Letzterer, auch im Vorstand des Verschönerungsvereins, war ein enger Freund Wilhelm Albermanns. Die Jury entschied sich für Albermann und damit, wie bereits zuvor mit Jan von Werth, auf das volkstümlichste Motiv.
Der Auftrag an den Bildhauer wurde erst 1893 vergeben, da die Akquirierung der nötigen Finanzmittel und Verhandlungen des Vereins mit der Stadt ihre Zeit in Anspruch nahmen. Nachdem Albermann den Brunnen im September 1894 an den Verschönerungsverein übergeben hatte, schenkte diese ihn der Stadt, die im Oktober des Jahres den Anschluss ans Wassernetz vornahm. Im Frühjahr 1895 ging er in Betrieb.

## Lage

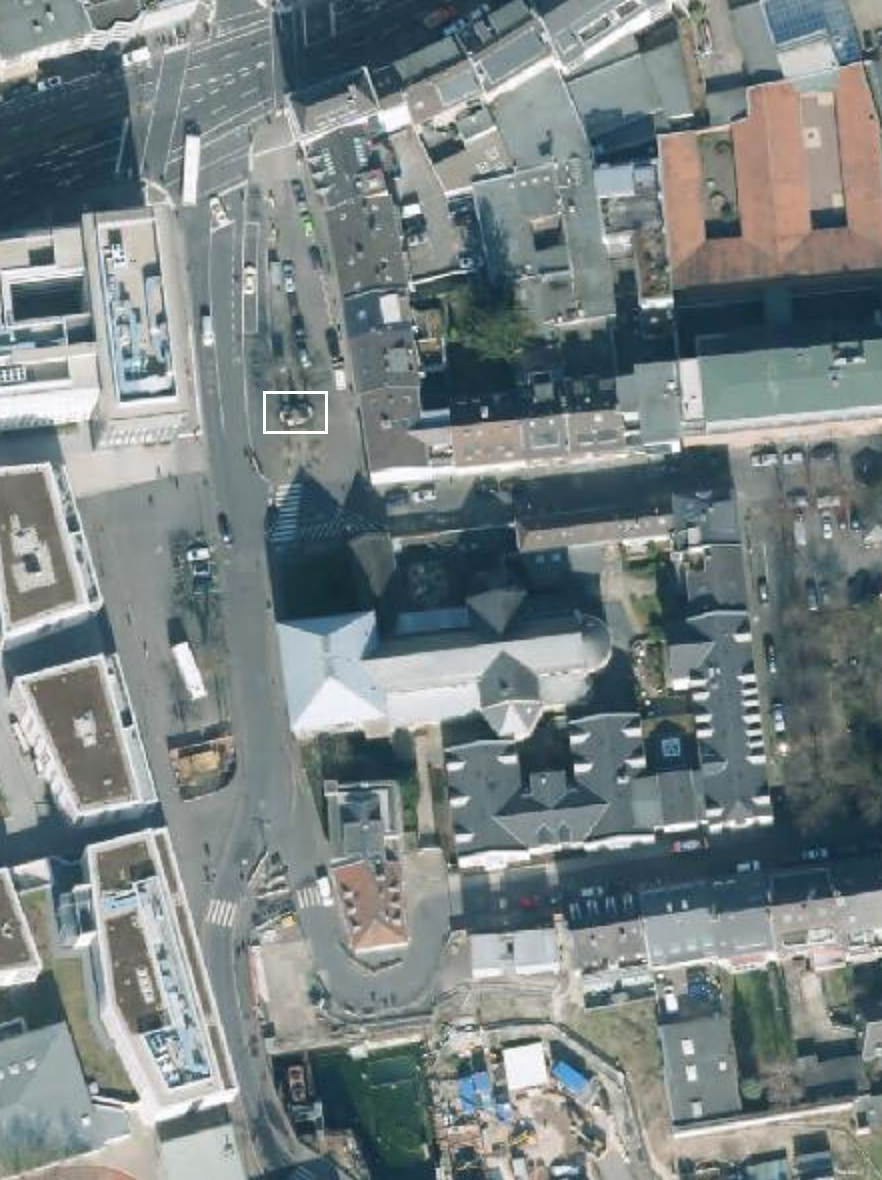
Luftbild Waidmarkt 2017, Lage des Brunnens markiert

Der Waidmarkt ist ein langgestreckter Platz entlang der ältesten Nord-Süd-Achse der Stadt, zwischen Severinstraße im Süden und dem Übergang zum historischen Römerviertel, der Hohen Pforte im Norden. Die Flurbezeichnung geht auf das mittelalterliche Färberviertel bzw. den hier verwendeten Färberwaid zurück, der hier gehandelt wurde.
Im südlichen Teil des Waidmarkts ragt der Westchor der romanischen Basilika St. Georg in den Platz hinein, nördlich davon zweigt die Georgstraße nach Osten ab. Bis zur Säkularisation hatte hier noch die Pfarrkirche St. Jakob gestanden, die 1825 abgerissen wurde. In den Jahren um 1880 war die Nordseite von St. Georg umfassend saniert worden: Kaplanei und eine neuromanische Einfassung des nördlichen Eingangsbereichs, der sich aus dem Abbruch des Kreuzgangs der ehemaligen Stiftskirche ergeben hatte, waren gerade neu entstanden.
Als Platz für den Brunnen wählte man den Bereich nördlich von St. Georg und der Georgstraße aus. Die Schauseite des Brunnens zeigt nach Norden zur Hohen Pforte. Westlich vom Denkmal läuft die Straße Richtung Süden, wo bis 2009 das Historische Archiv stand und seither die Einsturzstelle offenliegt. Auf der westlichen Platzseite gegenüber stand in der Entstehungszeit das Kaufhaus zur guten Quelle von P.W. Ossendorff, damals eines der größten Kaufhäuser der Stadt, später das Hochhaus des Kölner Polizeipräsidiums, seit 2012 ein zeittypisches Stadtquartier mit gemischter Wohn- und Gewerbenutzung.

## Beschreibung
Das etwa kniehoch eingefasste Brunnenbecken war ursprünglich kleeblattförmig. Aus ihm ragt zentral ein quadratischer Sockel mit zwei achsensymmetrisch angeordneten, seitlichen Wasserschalen heraus. Er ist an den Ecken mit Säulen und Kapitellen versehen und schließt nach oben mit einem Gesims ab. Unterhalb des Gesimses läuft das Wasser aus zwei als Delfinköpfe gestalteten Wasserspeiern in die beiden seitlichen Becken, von wo aus es über je fünf als Delfinmasken gestalteten Auslässen in das untere Becken läuft.
Auf den vier Ecken des Gesimses stehen vier kleinere Figurengruppen, die jeweils zwei Jungen mit einem Tier darstellen: einem Hund, einem Fisch, einem Adler und einem Krebs, wobei die Knaben sich um den Besitz des Tieres raufen – eine Allegorie auf den sinnlosen menschlichen Streit um die irdischen Güter, wobei die Tiere symbolhaft für die vier Elemente Erde, Wasser, Luft und Feuer stehen.

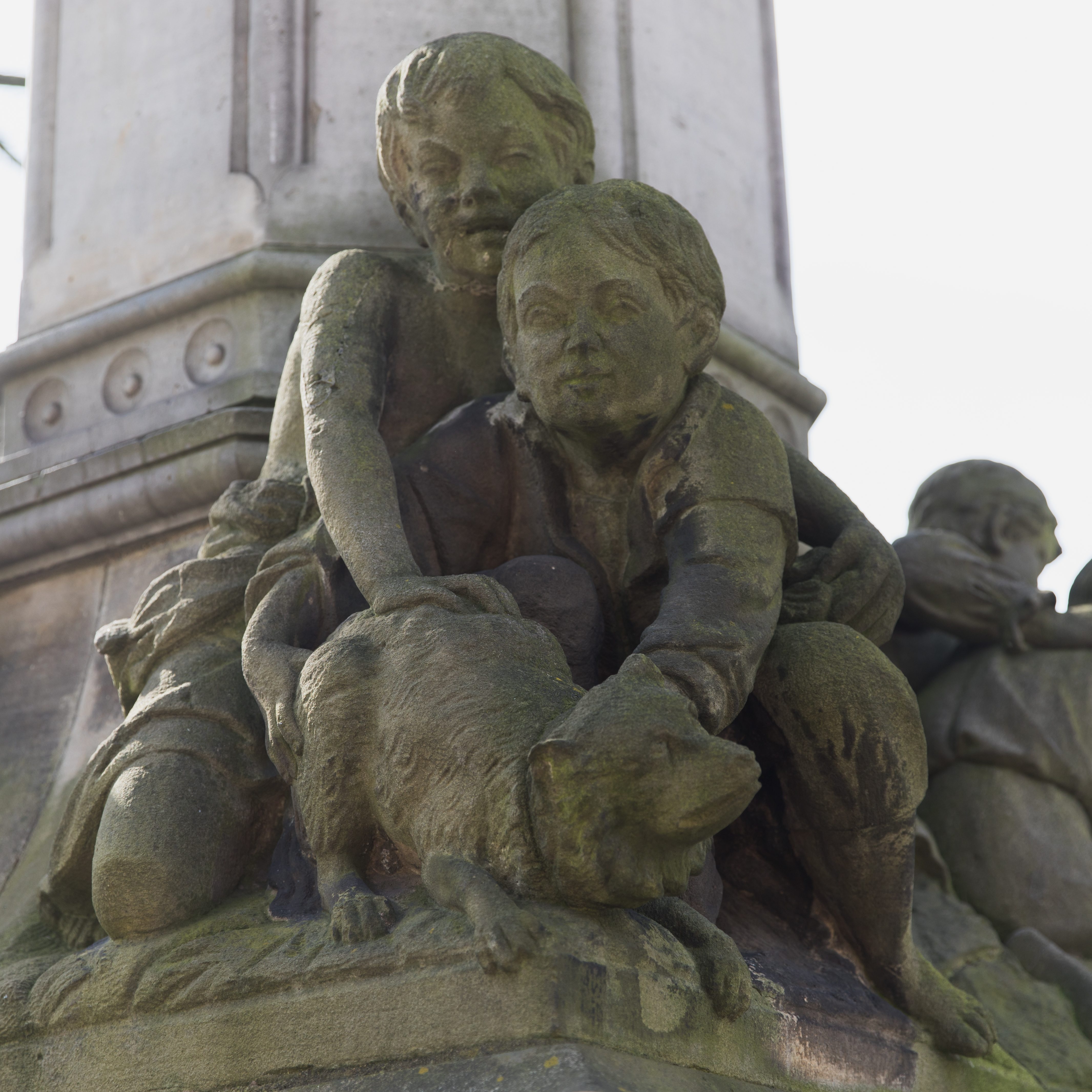
Streit um einen Hund (Erde)
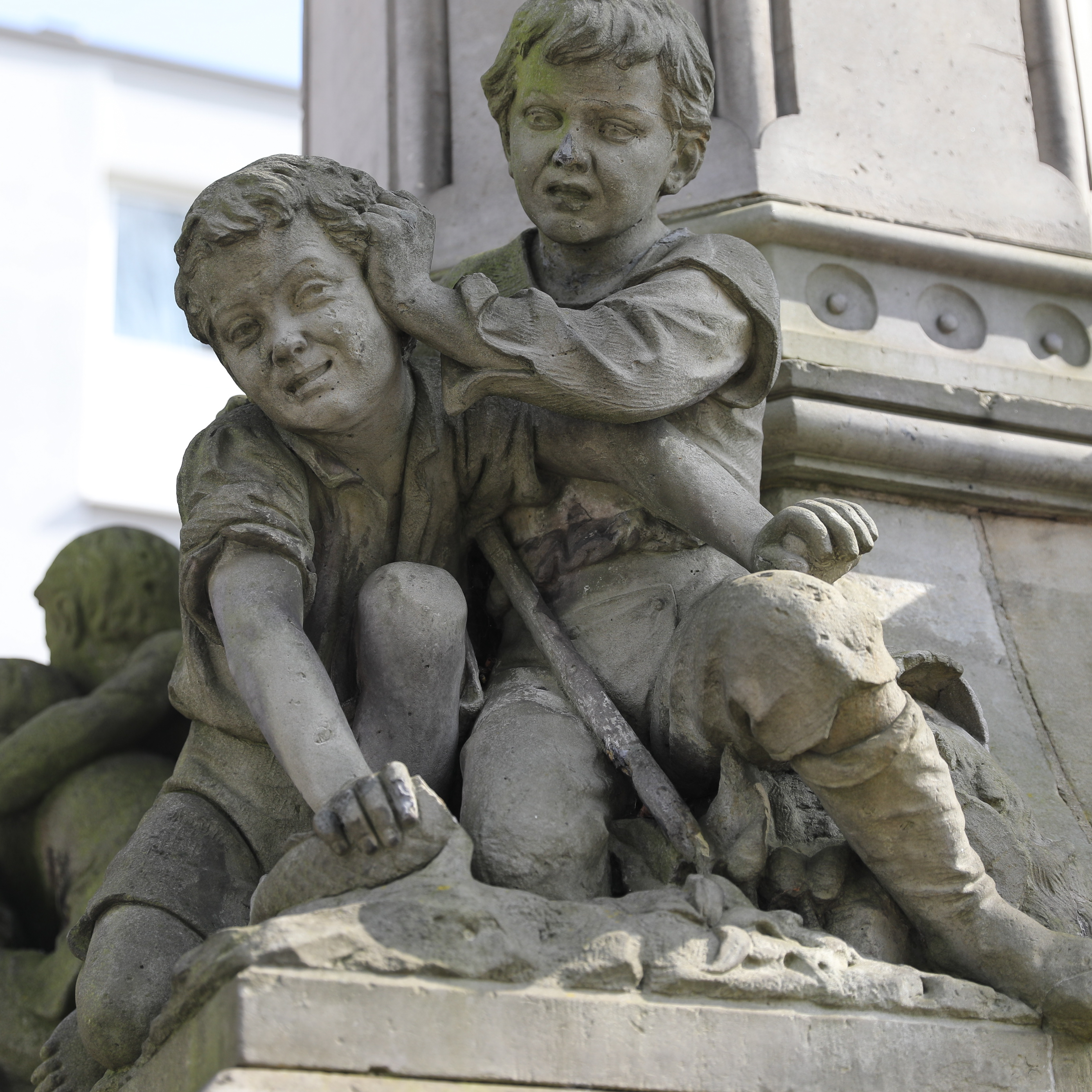
Streit um einen Fisch (Wasser)
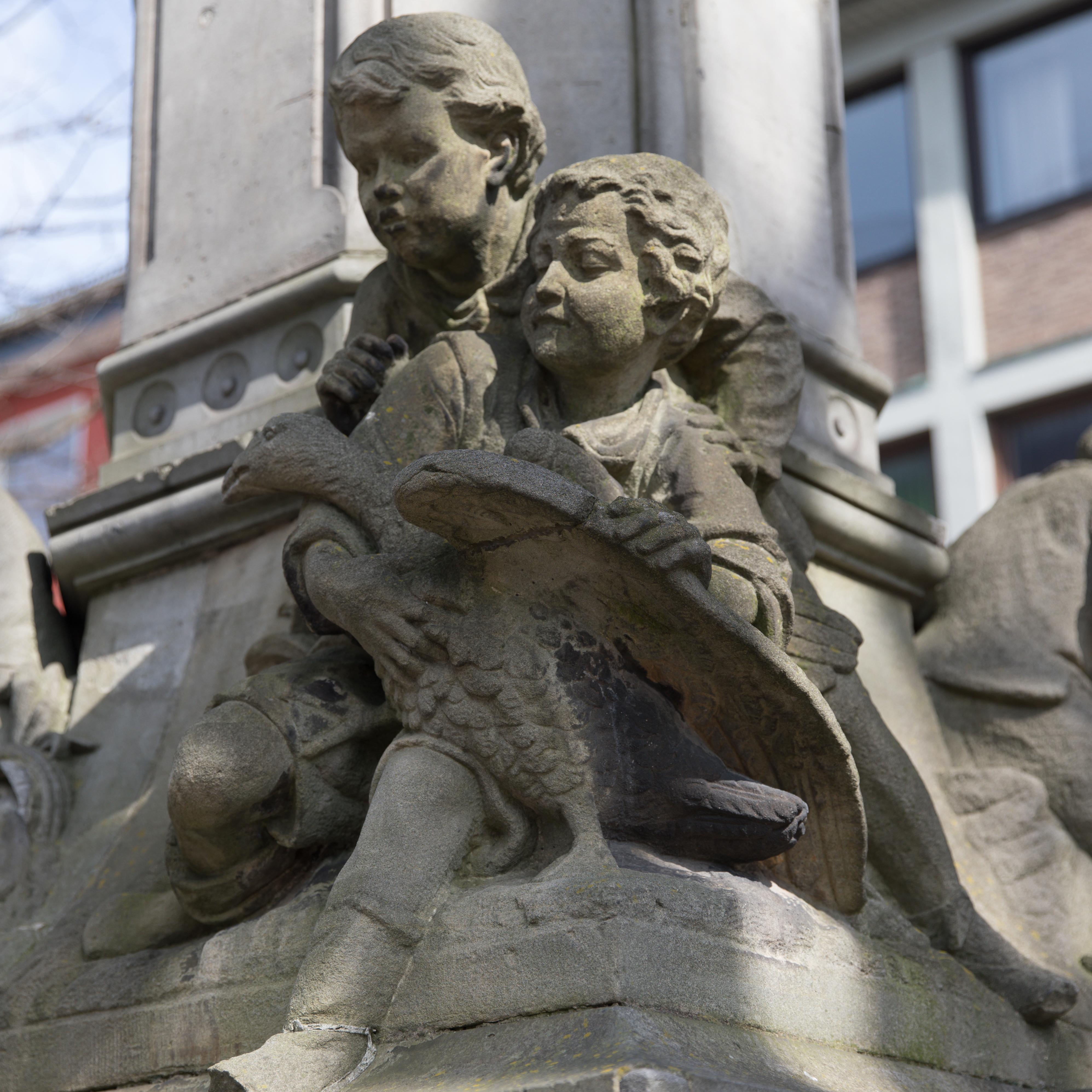
Streit um einen Adler (Luft)
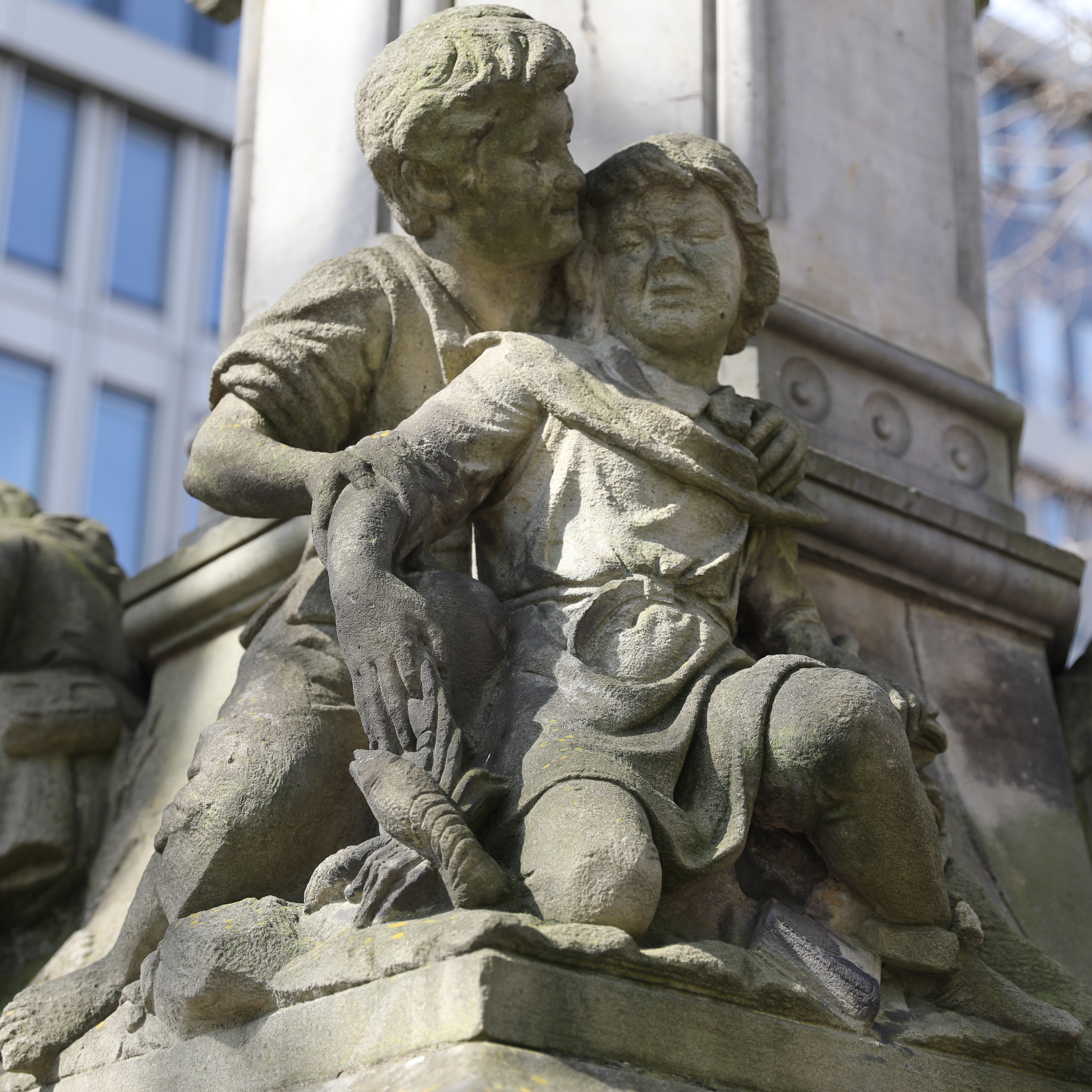
Streit um einen Krebs (Feuer)

Zentral ragt von hier aus eine reich profilierte achteckige Säule auf, auf der hoch oben eine Sitzstatue der Madonna mit Jesuskind sowie der selige Hermann Joseph als Junge dargestellt sind. Der Junge reicht dem Jesuskind einen Apfel, den dieses – so die Legende – aus der Hand des Jungen entgegennimmt.
Der heutige Zustand des Brunnens entspricht aufgrund von Kriegsbeschädigungen in einigen Details nicht dem Original. So gab es ursprünglich zusätzlich zu den seitlichen Auslässen an Vorder- und Rückseite jeweils einen Wasserspeier in Form eines Löwenkopfes. Vier kleine Pfeiler in Form von Pinienzapfen, jeweils zwischen den Begleitfiguren, wurden nicht mehr hergestellt, und bei dem unteren Becken wurden die seitlichen Bögen begradigt. Eine Tränke auf der Rückseite wurde ebenfalls nicht wiederhergestellt, der Brunnen dient nun als reiner Zierbrunnen.
Das Ensemble ist 6,80 m hoch, 6,30 m breit und 4,50 m tief (nach anderen Angaben: ca. 8 Meter hoch).
Am Sockel ist es signiert mit Albermann fec. der Mittelbau trägt vorne die Inschrift Verschönerungsverein 1894. Zu Füßen der Marienfigur läuft der Schriftzug S. Hermann Joseph Köln 150 um den achteckigen Aufsatz herum.
Auf einigen Fotos aus Mitte der 1920er Jahre ist um den Brunnen ein Gitter zu erkennen.

## Symbolik und kunstgeschichtliche Einordnung

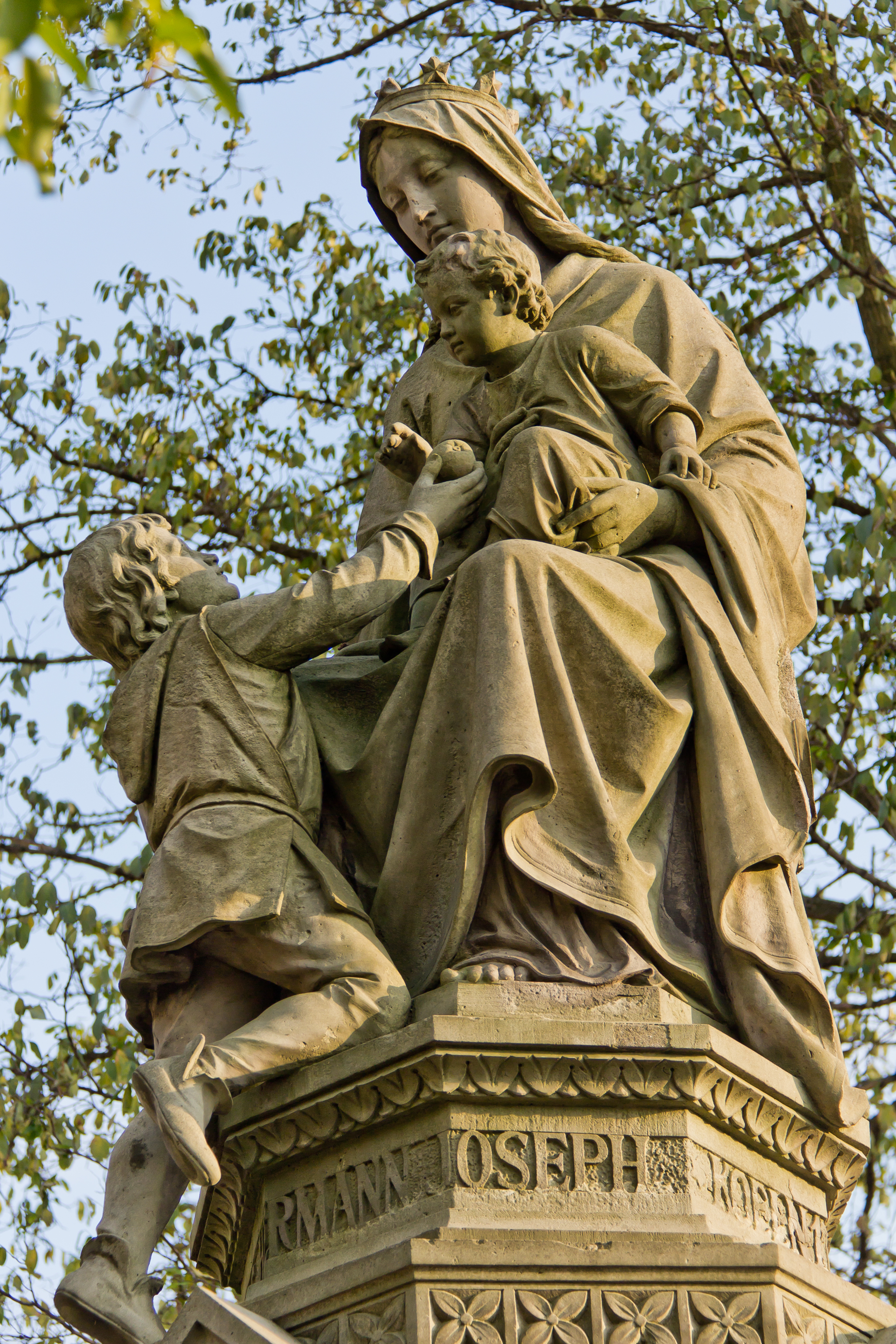
Huldvoll nimmt das Jesuskind den Apfel von Hermann Joseph entgegen. Foto 2011, deutlich sichtbar auch das abschließende Schriftband zu Füßen der Sitzfigur.

Aufgabe des Brunnendenkmals sollte die „sittliche und geistige Erziehung des Menschen“ sein, was durch eine Reihe symbolischer Elemente unterstützt wird. Die Brunnenanlage als Basis steht für die Erde, vier romanisierende Säulen tragen die Welt, auf der die Menschheit um irdische Güter ringt. Die Sinnlosigkeit dieses Strebens und die Vergänglichkeit aller Dinge ist in Details der vier Knabengruppen dargestellt: ein Pökelfass wird im Streit um den Fisch umgeworfen, der Krebs zwickt einen Knaben in den Finger, Hund und Adler lassen sich nicht endgültig festhalten. Statt sich um Bildung zu bemühen – ein Buch bleibt unbeachtet am Rand liegen – wird um Materielles gestritten. Details wie die (nicht mehr vorhandenen) Pinienzapfen als christliches Symbol der Unsterblichkeit ergänzten das Bild.
Die Madonnenfigur hingegen, hoch oben auf dem achteckigen Sockel, steht für die himmlische Sphäre. Hermann Joseph kniet vor Madonna mit Jesuskind, hat weltliches Streben schon hinter sich gelassen und verschenkt seinen wenigen Besitz, den Apfel. Die Belohnung liegt in der Gnade Gottes.
Der Skulpturenbrunnen gilt als Höhepunkt im Schaffen Wilhelm Albermanns, der zehn Jahre zuvor bereits den Jan-van-Werth-Brunnen auf dem Alter Markt gestaltet hatte. Bei den drei „himmlischen“ Figuren zeigt sich der Einfluss der nazarenischen Malerei auf die religiöse Skulptur, während die „irdischen“, als altdeutsch-mittelalterlich zu verstehenden Begleitfiguren eher volkstümlich, mit Anklängen an die staufische Zeit gestaltet sind.
In der Architektur des Brunnens finden sich mit den Wasserspeiern in Gestalt von Tierköpfen und anderen Ornamenten Anklänge an Renaissance und Manierismus. Die vier tragenden Säulen mit ihren Würfelkapitellen sind romanisierend, der hohe achteckige Sockel erinnert an den „Vierungsturm einer staufischen Kirche“. Diese Elemente des Brunnens stellen einen deutlichen Bezug auf die dahinterliegende romanische Kirche her.

## Weitere Entwicklung

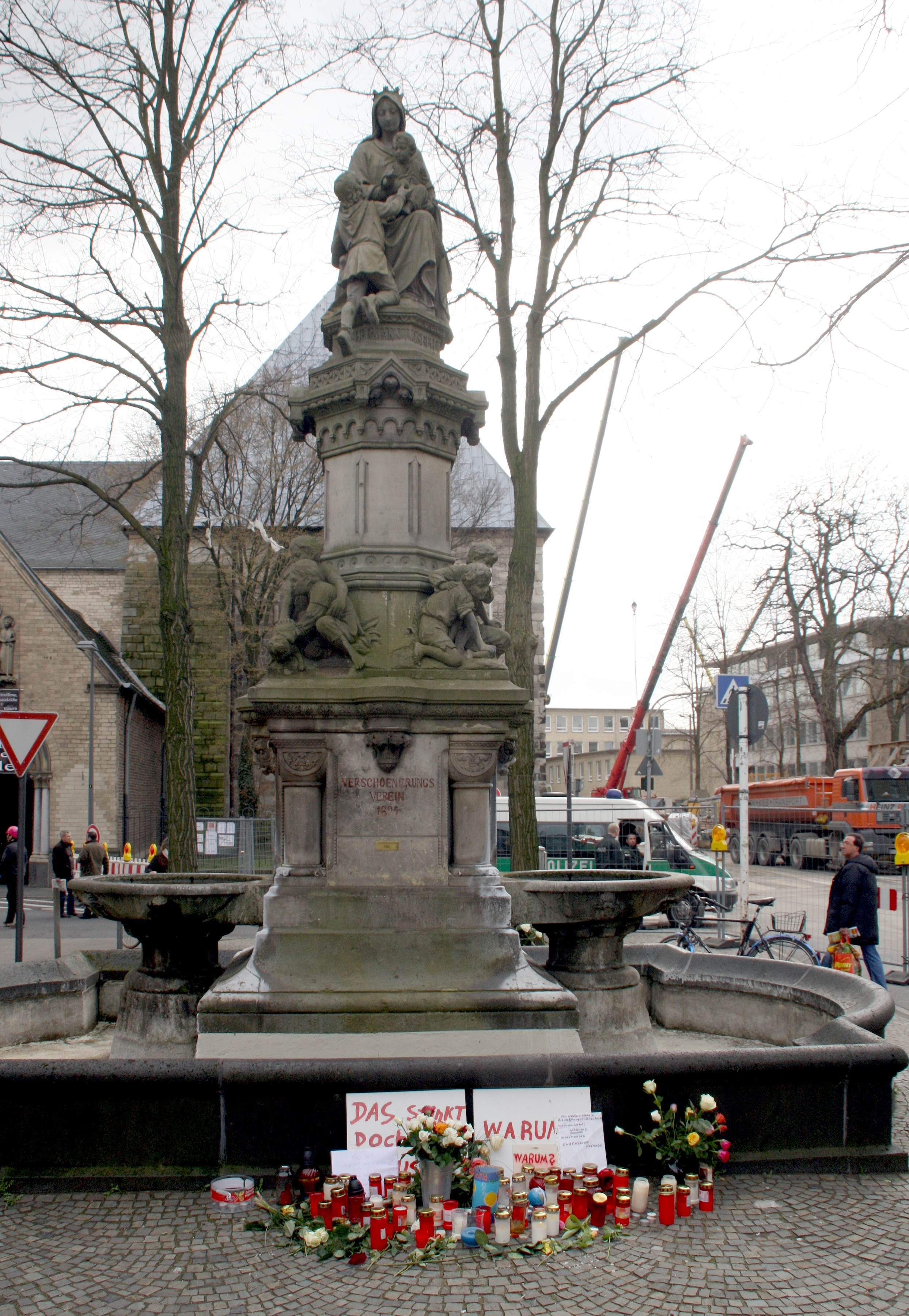
Vier Tage nach dem Einsturz des Historischen Archivs, 13. März 2009

Der Brunnen kann einerseits als „städtebaulich wirksamer Abschluss“ der äußeren Sanierung von St. Georg in den Jahren zuvor gesehen werden; als Objekt moralisch-religiöser Erbauung und „sittlicher Bildung“ konkurrierte er allerdings schon bald mit dem wachsenden Innenstadtverkehr – die Straßenbahn lief als Nachfolgerin der Pferdebahn seit 1903 direkt entlang der Nord-Süd-Achse vorbei – und galt einigen als „urbane Fehlplanung“, gar als „Verkehrshindernis“. Auch die Schulkinder, denen Hermann Joseph mit dem Denkmal als Vorbild dienen sollte, sollen eher ihren Schabernack mit dem Brunnen getrieben haben.
Ein Luftangriff am 2. März 1945, der den Westchor von St. Georg traf, beschädigte den Brunnen, die Skulptur wurde durch den Luftdruck teilweise aus ihrer Verankerung gehoben.
Ein möglicher Abriss wurde jedoch vonseiten der Denkmalpflege in der Nachkriegszeit verhindert und der Brunnen durch ein Wiederherstellungsprogramm in den Jahren 1954–1955 in vereinfachter Form wiederhergestellt.
Heute ist der Hermann-Josef-Brunnen von Bäumen umstanden und wirkt nach Ansicht eines Autors (2001) „wie ein an den Platzrand geschobenes sperriges Möbel“. Der eigentliche Platz, den der Brunnen einmal als Mittelpunkt schmücken sollte, sei nach Ansicht einer weiteren Autorin (2004) „kaum noch zu erkennen“.
Im zeitlichen Umfeld des Archiveinsturzes in unmittelbarer Nähe (2009) wurden am Brunnen Blumen sowie Gedenktafeln und Kerzen platziert.